# Hiroki Mizumoto
Hiroki Mizumoto (japonsko 水本 裕貴), japonski nogometaš, * 12. september 1985.
Za japonsko reprezentanco je odigral 7 uradnih tekem.